# Stanisław Jakubowski (wojskowy)
Stanisław Jakubowski (ur. 10 sierpnia 1901 w Ostrowcu Świętokrzyskim, zm. 30 stycznia 1980 w Kielcach) – syn Stanisława, major Wojska Polskiego, uczestnik walk w II wojnie światowej.

## Życiorys
Absolwent wydziału prawa Uniwersytetu Stefana Batorego w Wilnie. W latach 1932–1939 zatrudniony jako urzędnik administracji wojskowej w Powiatowej Komendzie Uzupełnień Postawy. 25 sierpnia 1939 został skierowany do 23 pułku ułanów na stanowisko dowódcy plutonu. 29 sierpnia 1939 wraz z pułkiem przemieścił się z Postaw transportem kolejowym przez Lidę i Wołkowysk do Koluszek. Brał udział w walkach w lasach pod Przysuchą, podczas których został ranny.
Jako dowódca plutonu piechoty 12–13 października 1943 brał udział w bitwie pod Lenino, podczas walk został ranny w bok i lewą rękę, przewieziony do szpitala, gdzie przebywał kilka tygodni.
Od 13 października 1944 pełnił obowiązki kierownika kancelarii tajnej w sztabie 1 Korpusu Polskich Sił Zbrojnych w ZSRR, a następnie od 5 stycznia do 1 czerwca 1944 był pomocnikiem szefa V Oddziału Sztabu 3 Dywizji Piechoty. 
1 września 1944 został wyznaczony na stanowisko zastępcy dowódcy 7 Samodzielnego batalionu piechoty, który był przemianowany na 7 pułk piechoty.
W latach 1945–1947 pełnił obowiązki Komendanta Gdyńskiej Rejonowej Komendy Uzupełnień, a następnie (1947–1950) Komendanta Rejonowej Komendy Uzupełnień w Kielcach.
Na podstawie Rozkazu Personalnego nr 1614 z 17 października 1950 został przeniesiony do rezerwy.

## Wykształcenie
- 27 marca 1922 – 20 listopada 1923 – Centrum Wyszkolenia Kawalerii w Grudziądzu
- wrzesień 1928 – lipiec 1932 – Uniwersytet im. Stefana Batorego w Wilnie

## Awanse
- podporucznik – 3 września 1943
- porucznik – 10 marca 1944
- kapitan – 11 września 1945
- major – 22 lipca 1948

## Stanowiska
- 15 czerwca 1919 – 27 marca 1922 – strzelec – 2 pułk strzelców konnych
- 23 grudnia 1923 – wrzesień 1928 – dowódca plutonu – 18 pułk Ułanów Pomorskich
- lipiec 1932 – 25 sierpnia 1939 – Powiatowa Komenda Uzupełnień Postawy – urzędnik administracji wojskowej
- 25 sierpnia 1939 – 24 września 1939 – dowódca plutonu – 23 pułk Ułanów Grodzieńskich
- 20 maja 1943 – 13 października 1943 – dowódca plutonu – 2. pułk piechoty – 1 Dywizji Piechoty
- 13 października 1943 – 5 stycznia 1944 – kierownik kancelarii tajnej – 1. Korpus Polskich Sił Zbrojnych w ZSRR
- 5 stycznia 1944 – 1 sierpnia 1944 – pomocnik szefa V Oddziału Sztabu – 3 Pomorska Dywizja Piechoty
- 1 sierpnia 1944 – 30 sierpnia 1944 – szef personalny punktu zbornego – 1. Armia Wojska Polskiego
- 1 września 1944 – 1 października 1944 – zastępca dowódcy – 7. Samodzielny batalion piechoty
- 1 października 1944 – 15 października 1945 – zastępca dowódcy pułku ds. liniowych – 7 Zapasowy pułk piechoty
- 15 października 1945 – 1 października 1947 – komendant – Gdyńska Rejonowa Komenda Uzupełnień
- 2 października 1947 – 28 lutego 1950 – komendant – Rejonowa Komenda Uzupełnień w Kielcach

## Odznaczenia
- Krzyż Walecznych (1922)
- Srebrny Krzyż Zasługi (1938)
- Brązowy Krzyż Zasługi
- Medal Dziesięciolecia Odzyskanej Niepodległości (1928)
- Brązowy Medal za Długoletnią Służbę (1939)
- Medal za Warszawę 1939–1945 (1944)
- Medal za Odrę, Nysę, Bałtyk (1945)
- Medal Zwycięstwa i Wolności 1945 (1948)
- Medal Pamiątkowy za Wojnę 1918–1921
- Medal „Za zdobycie Berlina” (1945, ZSRR)
- Medal „Za zwycięstwo nad Niemcami w Wielkiej Wojnie Ojczyźnianej 1941-1945" (1949, ZSRR)

Kategoria:Odznaczeni Medalem „Za zwycięstwo nad Niemcami w Wielkiej Wojnie Ojczyźnianej 1941–1945”